# Geophilus ribauti
Geophilus ribauti är en mångfotingart som beskrevs av Henri W. Brölemann 1908. Geophilus ribauti ingår i släktet Geophilus och familjen storjordkrypare.
Artens utbredningsområde är Frankrike. Inga underarter finns listade i Catalogue of Life.